# Модел на Бор
Моделът на атома на Бор е разработен от Нилс Бор през 1913 г. и представлява първата квантова теория за строежа на водородния атом, която успява да обясни дискретността на енергетичните нива и да изведе формула за честотите на спектралните линии.

## Полукласическа теория на Бор
Основава се на двата постулата на Бор:
- Атомът може да се намира само в стационарни или квантови, състояния, на всяко от които отговаря определена енергия. В стационарно състояние атомът не излъчва електромагнитни вълни.
- Излъчването и поглъщането на енергия от атома протича при скокообразен преход от едно стационарно състояние в друго, при което са изпълнени съотношенията:

1. {\displaystyle \varepsilon =E_{n2}-E_{n1},}
където {\displaystyle \ \varepsilon } е излъчената (погълнатата) енергия, {\displaystyle \ n_{1},n_{2}} са номера на квантовите състояния. В спектроскопията {\displaystyle \ E_{n1}} и {\displaystyle \ E_{n2}} се наричат спектрални терми.
2. Правило за квантуване на момента на импулса: {\displaystyle \ m\upsilon r=n\hbar ,}{\displaystyle \ n=1,2,3...}
След това, изхождайки от съображенията на класическата физика за кръгово движение на електрона около неподвижното атомно ядро по стационарна орбита под действие на силата на Кулон на притегляне, Бор получава изрази за радиусите на стационарните орбити и за енергиите на електрона на тези орбити (наричани още енергийни (енергетични) нива):
{\displaystyle \ r_{n}=an^{2},}{\displaystyle a={\frac {\hbar ^{2}}{kme^{2}}}=5.3\cdot 10^{-11}} m – радиус на Бор.
{\displaystyle \ E_{n}=-R_{y}{\frac {1}{n^{2}}},}{\displaystyle R_{y}={\frac {mk^{2}e^{4}}{2\hbar ^{2}}}=13.6} eV – енергетична константа на Ридберг.

## Предимства на модела на Бор
- Обяснява експериментално наблюдаваната дискретност на енергийните състояния на водородоподобните атоми.
- Обяснява процесите, протичащи вътре в атома, от принципно нови позиции и става първата полуквантова теория на атома.
- Евристичното му значение е в смелото предположение за съществуване на стационарни състояния и за скокообразни преходи между тях. Тези положения по-късно се пренасят и към теориите за други микроскопични системи.

## Недостатъци
- Не успява да обясни интензитета на спектралните линии.
- Работи само за водородоподобни атоми и не работи за следващите по номер атоми в Менделеевата таблица.
- Теорията на Бор е логически противоречива: не е нито класическа, нито квантова. В системата от две уравнения, лежащи в основата ѝ, едното е класическо уравнение за движение на електрона, а другото – квантово уравнение за квантуване на орбитите.

Теорията на Бор се оказва недостатъчно последователна и обща. Затова впоследствие бива заменена със съвременната квантова механика, основана на по-общи и непротиворечиви изходни положения. Днес е известно, че постулатите на Бор са следствия на по-общи квантови закони. Но правилата за квантуване се използват широко и днес като приближени съотношения: често тяхната точност е много висока.